# Distrito de Huampará

La Provincia de Yauyos en el Departamento de Lima, Perú.

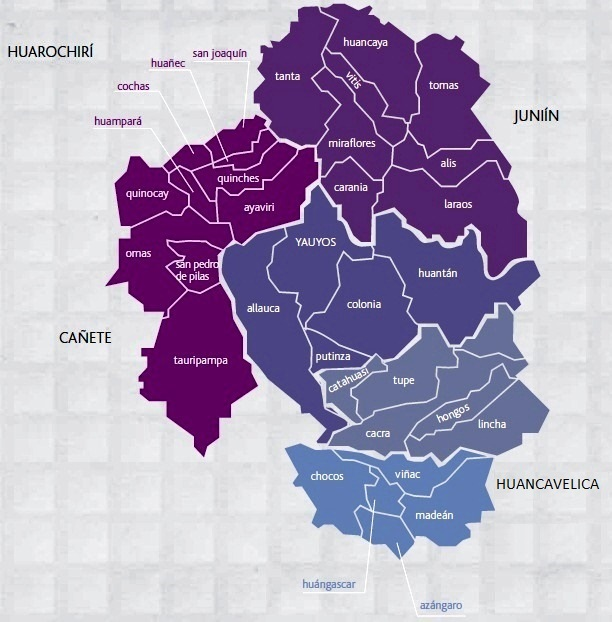
La provincia de Yauyos y sus 33 distritos.

El Distrito de Huampará es uno de los  treinta y tres distritos que conforman la Provincia de Yauyos, perteneciente al Departamento de Lima, en el Perú  y bajo la administración del Gobierno Regional de Lima-Provincias. 
Desde el punto de vista jerárquico de la Iglesia católica, forma parte de la Prelatura de Yauyos.

## Historia
El distrito fue creado mediante Ley N.º 8276 del 13 de mayo de 1936, en el segundo gobierno del Presidente Óscar R. Benavides.

## Geografía
Tiene una superficie de 54,03 km². Su capital es el poblado de Huampara. El pueblo de Huampara 12°21′39″S 76°09′58″O / -12.36083, -76.16611 está formado por 209 viviendas (según el censo de 2007) a 2479 m s. n. m.

## Centros poblados
- Cusipunco
- Granadilla
- Llucuma
- Santo Domingo
- Sinohuasi
- Telar
- Yahuarcocha
- Hualana
- Paypa
- Shiman

## Autoridades

### Municipales
- 2019 - 2022[3]
  - Alcalde: Carlos Miguel Ángel Tomas Ponce, de Fuerza Popular.
  - Regidores:

  1. Godolfredo Abdel Ponce Ponce (Fuerza Popular)
  2. Nilda Solidad Campuzano Ponce (Fuerza Popular)
  3. María Rosario Pérez Tomas (Fuerza Popular)
  4. Juan Orlando Mercedes Romero Tomas (Fuerza Popular)
  5. Ángel Hugo Campuzano Vásquez (Alianza para el Progreso)

Alcaldes anteriores

- 2015 - 2018[4]
  - Alcalde: Luis Beltrán Ponce Martínez, Partido Democrático Somos Perú (SP).
  - Regidores: Tabita Liselt Ponce Ponce (SP), Arturo Bichillín Vásquez Ballarta (SP), Dante Segil Tomas (SP), Herlinda Pilar Seni Perez Tomas (SP), Ascenciona Mary Perez Fernández (Patria Joven).
- 2011 - 2014[5]
  - Alcalde: Luis Alberto Pérez Tomás, Movimiento Concertación para el Desarrollo Regional (CDR).
  - Regidores: Fidelina Eufemia Pérez Ponce (CDR), Clérigo Cayetano Santos Pérez (CDR), Jessica Janeht Inga Barreto (CDR), Ascenciona Mary Pérez Fernández (CDR), Victor Ernesto Fernández Vásquez (CDR), Roosevelt Gabriel Alvarado Pérez (Partido Popular Cristiano).
- 2007 - 2010
  - Alcalde: Luis Beltrán Ponce Martínez, Partido Democrático Somos Perú.
- 2003 - 2006[6]
  - Alcalde: Luis Beltrán Ponce Martínez, Partido Democrático Somos Perú.
- 1999 - 2002
  - Alcalde: Avilio Luis Pérez Ponce, Movimiento independiente Vamos Vecino.
- 1996 - 1998
  - Alcalde: Avilio Luis Pérez Ponce, Lista independiente N.º 13 Generación 2000 Yauyos Caminando por el Cambio.
- 1993 - 1995
  - Alcalde: Benancio Vásquez Baltazar, Partido Acción Popular.
- 1990 - 1992
  - Alcalde:  .
- 1987 - 1989
  - Alcalde: Pedro Pascual Ponce Alvarado, Partido Aprista Peruano.
- 1984 - 1986
  - Alcalde: Doroteo Romero Chávez, Partido Popular Cristiano.
- 1982 - 1983
  - Alcalde: Crisantos Alvarado Ponce,  Partido Acción Popular.

### Policiales
- Comisaría de Huampara
  - Comisario: Mayor PNP.[7]

## Educación

### Instituciones educativas
- I.E HUAMPARÁ

## Vías de acceso
Para llegar desde Lima hay que tomar la autopista Panamerica Sur hasta el km 100 y luego un desvío a la izquierda que es la trocha LM-124 pasando por Asia, Coayllo, Omas, San Pedro de Pilas, abra Tres Cruces (3653 m s. n. m.), para llegar a Huampara. El camino continua hacia  Quinches y Huañec.